# Teofan (Danczenkow)
Teofan, imię świeckie Andriej Jurjewicz Danczenkow (ur. 28 lutego 1975 w Riazaniu) – rosyjski biskup prawosławny.

## Życiorys
Pochodzi z rodziny robotniczej. Po ukończeniu w 1993 r. szkoły zawodowej w rodzinnym Riazaniu wstąpił do szkoły duchownej w tym samym mieście. Równocześnie był hipodiakonem i osobistym służką (cs. kielejnikiem) metropolity riazańskiego i kasimowskiego Szymona. Tenże hierarcha w dniu 1 października 1994 r. udzielił mu święceń diakońskich w cerkwi Przemienienia Pańskiego w Riazaniu, zaś 14 października 1994 r. wyświęcił go w soborze Świętych Borysa i Gleba w Riazaniu na kapłana. Andriej Danczenkow został duchownym-celibatariuszem. Służył w soborze Świętych Borysa i Gleba, cerkwi Przemienienia Pańskiego oraz cerkwi Ikony Matki Bożej „Wszystkich Strapionych Radość” w Riazaniu. Do stanu mniszego wstąpił 22 stycznia 1995 r. Na mnicha postrzygł go również metropolita riazański Szymon, w cerkwi św. Sergiusza z Radoneża w Emmanuiłowce. Andriej Danczenkow przyjął imię zakonne Teofan na cześć św. Teofana Pustelnika.
Od 1996 do 1998 r. hieromnich Teofan był dziekanem monasteru Trójcy Świętej w Riazaniu, następnie został przełożonym monasteru św. Mikołaja w Czerniejewie. W 2000 r. otrzymał godność ihumena. Od momentu wydzielenia z eparchii riazańskiej eparchii skopińskiej był w niej przewodniczącym sądu kanonicznego, spowiednikiem duchowieństwa i członkiem rady eparchialnej.
W 2002 r. ukończył seminarium duchowne w Moskwie, zaś w 2015 r. studia teologiczne na Państwowym Uniwersytecie im. Jesienina w Riazaniu.
6 października 2017 r. Święty Synod Rosyjskiego Kościoła Prawosławnego nominował go na biskupa wołżskiego i siernurskiego, pierwszego ordynariusza nowo utworzonej eparchii. Jego chirotonia biskupia odbyła się 18 listopada tego samego roku, w wielkim soborze moskiewskiego monastyru Dońskiego, pod przewodnictwem patriarchy moskiewskiego i całej Rusi Cyryla.